# Tuc d'Aubars
El Tuc d'Aubars és una muntanya de 2.073 metres que es troba entre els municipis de Bossòst, a la comarca de la Vall d'Aran i França.